# 天主教科佩爾教區
天主教科佩爾教區（拉丁語：Dioecesis Iustinopolitana）是羅馬天主教在斯洛文尼亞的一個教區。屬盧布爾雅那總教區。
2011年，有195,200名教友，估轄區總人口72.9%，有189個堂區、160名司鐸、34名修士、51名修女。現任教區主教為尤利·比茲亞克。除了科佩爾的主教座堂外，在新戈里察有副座堂。
成立於6世紀，首任主教是聖那扎里奧。1828年6月30日與現屬義大利的的里雅斯特教區合併，1977年10月17日分開。